# Priscila Silva
Priscila Silva – brazylijska judoczka.
Brązowa medalistka igrzysk Ameryki Południowej w 2010, a także druga w drużynie. Wygrała igrzyska Luzofonii  w 2009 roku. 